# Rupiah Banda
Rupiah Bwezani Banda (ur. 13 lutego 1937 w Gwandzie, zm. 11 marca 2022 w Lusace) – zambijski polityk, wiceprezydent Zambii od 9 października 2006 do 19 sierpnia 2008. Od 29 czerwca 2008 do 2 listopada 2008 p.o. prezydenta Zambii, od 2 listopada 2008 do 23 września 2011 prezydent Zambii.

## Młodość i edukacja
Rupiah Banda urodził się w mieście Gwanda w ówczesnej Rodezji Południowej (dziś Zimbabwe). Jego rodzice przybyli tam przed jego narodzinami z Rodezji Północnej w poszukiwaniu pracy.
Banda kształcił się w Munali Secondary School, a następnie studiował na Uniwersytecie Etiopskim w Addis Abebie, Uniwersytecie w Lund w Szwecji oraz w Wolfson College na Uniwersytecie Cambridge w Wielkiej Brytanii. 

## Kariera polityczna
W latach 1960–1964 był przedstawicielem Zjednoczonej Narodowej Partii Niepodległości (UNIP, United National Independence Party), partii rządzącej Zambią od lat 60. do 1991, w Europie Północnej. W 1965 został mianowany zambijskim ambasadorem w Zjednoczonej Republice Arabskiej (ówczesny Egipt). W kwietniu 1967 został ambasadorem w Stanach Zjednoczonych i funkcję tę sprawował przez dwa lata. 
Po powrocie do kraju, w latach 1970–1974 Banda był dyrektorem Stowarzyszenia Rozwoju Wiejskiego oraz generalnym menedżerem Narodowego Zarządu Marketingu. Od 1975 do 1976 był stałym przedstawicielem Zambii przy ONZ, gdzie m.in. kierował Radą Narodów Zjednoczonych ds. Namibii. W latach 1975–1976 zajmował również stanowisko ministra spraw zagranicznych. Jako szef dyplomacji był zaangażowany w negocjacje na temat zawieszenia broni w Angoli.
W 1978 Rupiah Banda został wybrany w skład parlamentu z okręgu Munali jako kandydat Zjednoczonej Narodowej Partii Niepodległości (UNIP). W wyborach w 1983 uzyskał reelekcję, jednak w 1988 stracił mandat. W 1991 przegrał wybory w okręgu z kandydatem Ruchu na rzecz Wielopartyjnej Demokracji (MMD). W 1996 UNIP zbojkotowała wybory. W późniejszym czasie Banda wstąpił w szeregi Ruchu na rzecz Wielopartyjnej Demokracji (MMD, Movement for Multiparty Democracy)

### Wiceprezydent
Po wygraniu przez prezydenta Leviego Mwanawasę (członek MMD) wyborów prezydenckich we wrześniu 2006, 9 października 2006 Banda został przez niego mianowany wiceprezydentem kraju.
W sierpniu 2007, przed planowanym szczytem Wspólnoty Rozwoju Afryki Południowej, Banda został wysłany przez prezydenta Mwanawasę do Zimbabwe w celu poprawy stosunków z Robertem Mugabe, wcześniej ostro krytykowanym przez prezydenta Zambii.

### P.o prezydenta
29 czerwca 2008 Rupiah Banda przejął obowiązki prezydenta kraju, po tym jak prezydent Levy Mwanawasa doznał udaru mózgu w Egipcie przed zaplanowanym szczytem Unii Afrykańskiej w Szarm el-Szejk. 1 lipca 2008 Mwanwasa został przetransportowany do szpitala we Francji. 
Prezydent Mwanwasa nie doszedł już do zdrowia i 19 sierpnia 2008 zmarł w szpitalu w Paryżu. Banda, wyrażając "ogromny żal i głęboki smutek", ogłosił w kraju 7-dniową żałobę narodową, wzywając rodaków do "zachowania spokoju i opłakiwania Prezydenta z godnością". Banda zachował funkcję p.o. prezydenta, którą zgodnie z konstytucją jako wiceprezydent miał sprawować do czasu wyborów prezydenckich, które należało rozpisać w ciągu 90 dni od śmierci prezydenta. 
Rupiah Banda zdecydował się wziąć udział w wyborach prezydenckich jako kandydat rządzącej MMD i 26 sierpnia 2008 oficjalnie zgłosił swoją kandydaturę. W wewnętrznych prawyborach 5 września 2008 Ruch na rzecz Wielopartyjnej Demokracji mianował Bandę swoim kandydatem w wyborach prezydenckich. W głosowaniu pokonał on ministra finansów, N’gandu Magande. Przy tej okazji Banda obiecał "zjednoczenie partii i całego narodu" oraz kontynuację polityki prezydenta Mwanawasy.

## Prezydent

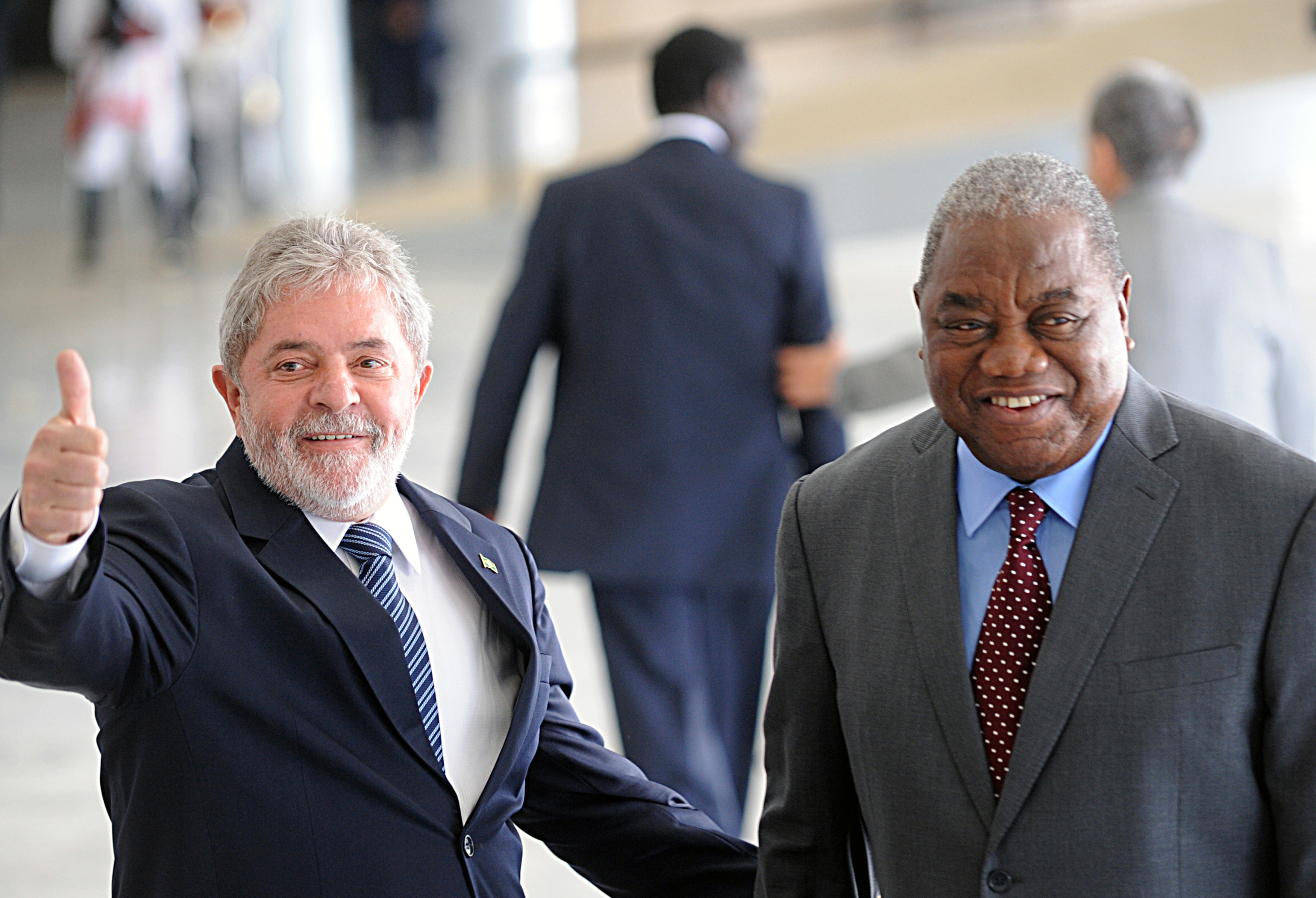
Prezydent Banda z prezydentem Brazylii Lula da Silvą, 2010

### Wybory prezydenckie w 2008 roku
Wybory prezydenckie odbyły się w Zambii 30 października 2008. 2 listopada 2008 zostały ogłoszone ich wyniki. Zwycięzcą został Rupiah Banda, zdobywając 40,1% głosów. Pozostałe miejsca zajęli Michael Sata z opozycyjnego Frontu Patriotycznego (38,1%) oraz Hakainde Hichilema z opozycyjnej Zjednoczonej Partii na rzecz Rozwoju Narodowego (19,7%). 
Początkowe wyniki wyborów wskazywały na przewagę Michaela Saty. Jednak w miarę napływu wyników z pozostałych okręgów wyborczych szala zwycięstwa zaczęła się przesuwać na korzyść Bandy. Sata 1 listopada 2008 zakwestionował wyniki wyborów, twierdząc że "banda złodziei" próbuje mu ukraść zwycięstwo. Zmiana lidera w czasie zliczania głosów doprowadziła także do wybuchu zamieszek z policją zwolenników Saty w Lusace i w Kitwe. Wybory zostały jednak uznane przez międzynarodowych obserwatorów i Unię Afrykańską za wolne i demokratyczne.
Tego samego dnia, 2 listopada 2008, Rupiah Banda został zaprzysiężony na stanowisku prezydenta Zambii. W swoim przemówieniu inauguracyjnym zapowiedział walkę z ubóstwem w celu zerwania z wizerunkiem Zambii jako "kraju trzeciego świata z żebrzącą miską". Zapowiedział również kontynuację polityki prezydenta Mwanawasy w dziedzinie walki z korupcją oraz przyciągania inwestycji zagranicznych.
Zgodnie z prawem Banda objął urząd na czas pozostały do końca konstytucyjnej kadencji prezydenta Mwanawasy, co oznaczało konieczność przeprowadzenia wyborów w 2011. W wyborach tych został kandydatem rządzącego MMD. Jego głównym rywalem był, podobnie jak trzy lata wcześniej, lider opozycji Michael Sata. 

### Wybory prezydenckie w 2011 roku
W sierpniu 2011, półtora miesiąca przed wyborami, Front Patriotyczny skierował do sądu wniosek zabraniający Bandzie startu w wyborach prezydenckich, argumentując, że jego ojciec urodził się w sąsiednim Malawi, podczas gdy według przepisów konstytucyjnych o urząd szefa państwa może ubiegać się wyłącznie osoba, którego rodzice byli obywatelami Zambii z urodzenia bądź pochodzenia. Sąd odrzucił jednakże twierdzenia opozycji i dopuścił Bandę do udziału w wyborach.
W czasie kampanii wyborczej Banda opowiadał się za kontynuacją dotychczasowej polityki MMD, w tym inwestycji w infrastrukturę kraju (zwłaszcza budowa nowych szkół, dróg i szpitali), rozbudowę programów wspierających rolnictwo oraz utrzymanie wzrostu gospodarczego. Wzrost gospodarczy za jego rządów wynosił średnio ok. 5-6% i generowany był w dużej mierze dzięki licznym chińskim inwestycjom w sektorze wydobywczym (górnictwo miedzi, kobaltu i niklu). Prezydent Banda w celu zwiększenia zagranicznych inwestycji zniósł m.in. 25-procentowy podatek dochodowy wobec firm górniczych. 
Głosowanie w dniu 20 września 2011, zdaniem obserwatorów z Unii Europejskiej odbyło się w pokojowej atmosferze, a naruszenia porządku miały charakter odosobniony. Do udziału w wyborach uprawnionych było 5,2 mln obywateli, z czego prawie milion zarejestrowanych zostało po raz pierwszy. Podczas gdy bastionami poparcia dla Bandy była prowincja i tereny wiejskie, Sata największe poparcie posiadał w ośrodkach miejskich. 
Od początku zliczania głosów, w publikowanych cząstkowych wynikach Banda przegrywał z Satą. 22 września 2011 w miastach na północy kraju (Ndola i Kitwe) doszło do zamieszek i protestów wywołanych przez zwolenników Saty, domagających się szybszego zliczania głosów i ogłoszenia ostatecznego zwycięzcy. W celu uspokojenia sytuacji w kraju rozlokowano dodatkowe siły policji oraz zakazano publikacji wszelkich wyników wyborów nieautoryzowanych przez komisję wyborczą. Misja obserwacyjna UE stwierdziła, że wybory zostały właściwie zorganizowane i odbyły się w sposób przejrzysty i wiarygodny. Podkreśliła jednak przypadki wybuchu przemocy, opóźnień i problemów logistycznych oraz skrytykowała rządzący MMD za wykorzystywanie środków publicznych i publicznych mediów w czasie kampanii wyborczej. 
23 września 2011 komisja wyborcza ogłosiła ostateczne wyniki wyborów. Rupiah Banda uzyskał 36,1% głosów poparcia (961,8 tys.), przegrywając z Michaelem Satą, który zdobył 43% głosów (1,15 mln). Trzecie miejsce z wynikiem 18,5% zajął Hakainde Hichilema. Banda zaakceptował swoją przegraną, a Michael Sata został jeszcze tego samego dnia zaprzysiężony na urząd prezydenta Zambii.